# Музыкальная новь
«Музыка́льная новь» — советский ежемесячный музыкальный журнал, издававшийся 1923—1924 годах. Всего вышло 12 номеров.
Журнал был создан на базе музыковедческого научного журнала «К новым берегам». Являлся печатным органом Российской организации пролетарских музыкантов (РАМП). В редколлегию журнала входили: Н. Брюсова, Д. Васильев-Буглай, Л. Лебединский и другие известные деятели музыкальной культуры того времени. Главный редактор — С. А. Крылова. Отделы журнала: научный, научно-популярный, музыкального просвещения и воспитания, хроники музыкальной жизни России.